# Breaking Benjamin
I Breaking Benjamin sono un gruppo musicale alternative rock/alternative metal statunitense formatosi nel 1999 a Wilkes-Barre, una piccola città nel nord-est della Pennsylvania, con il nome iniziale di Plan 9. Le loro canzoni sono note soprattutto per una notevole influenza molto vicina al nu metal dei primi anni, combinato però con elementi di post-grunge e alternative rock.

## Storia
Verso la fine del 2000, il chitarrista Aaron Fink ed il bassista Mark James Klepaski lasciarono il gruppo dei Lifer, una band alternative metal sotto contratto con la Universal Records che stava guadagnando l'attenzione del pubblico e che originariamente si era chiamata "Strangers with Candy" prima e "Driver" poi insieme al cantante Ben Burnley e al batterista Jeremy Hummel formarono un nuovo gruppo, i Breaking Benjamin. Fink aveva conosciuto Burnley alle scuole superiori e tutti e quattro i componenti erano originari della piccola città di Wilkes-Barre, nel nord-est della Pennsylvania.
Nel 2001 attirarono l'attenzione del dj Freddie Fabbri, dell'emittente radiofonica di rock alternativo WBSX-FM, che spesso mandò in onda il brano Polyamorous e finanziò la registrazione dell'EP omonimo, che vendette nel 2001 circa 2000 copie a Wilkes-Barre e dintorni. Sempre nel 2001 la band firmò con l'etichetta discografica Hollywood Records, che affiancò ai Breaking Benjamin il produttore Ulrich wild (già collaboratore di Powerman 5000, Stabbing Westward, White Zombie, Static-X, Pantera, Slipknot ed altri) per la produzione del loro primo album, Saturate, uscito ad agosto 2002.
Nel 2004 la band incise il secondo album We Are Not Alone, contenente tre pezzi scritti da Ben Burnley in collaborazione con Billy Corgan (tra cui tre brani Follow, Forget It e Rain), e divise il palco con gli Evanescence, i Godsmack, i 3 Doors Down e i Saliva. Nel 2004 uscì anche un EP, So Cold, contenente i brani We Are Not Alone's live, Breakdown, Away, e la versione registrata in studio di Blow me Away, l'attuale colonna sonora del videogioco Halo 2. Sempre nel 2004 il batterista Jeremy Hummel fu sostituito da Chad Szeliga, l'ex-batterista degli Switched.
La band pubblicò il terzo album, Phobia, l'8 agosto del 2006; l'album debuttò al numero 2 della classifica degli album di Billboard. Il primo singolo, The Diary of Jane fu pubblicato online il 22 maggio e trasmesso alla radio il 6 giugno e il relativo videoclip fu presentato in anteprima su Yahoo! Music il 21 giugno. Alla fine del 2006 la band ha iniziato un tour in supporto ai Godsmack; alcune date hanno visto inoltre la partecipazione dei Three Days Grace e dei Nickelback.
Il 4 marzo 2007, HDNet ha trasmesso l'intero concerto live dei Breaking Benjamin, tenutosi alla Stabler Arena di Bethlehem, in Pennsylvania. Il concerto è stato anche incluso nel Phobia re-release DVD, compreso nella nuova versione dell'album Phobia pubblicata il 17 aprile. L'album è rientrato al numero 38 della classifica Billboard 1 il 5 maggio. Un'esibizione cancellata ad Atlanta in luglio per un'indisposizione del cantante Ben Burnley ha fatto nascere voci di scioglimento, poi smentite. Nel 2007 sono usciti i singoli Breath e Until the End.
La band era impegnata nella registrazione del suo nuovo album, la cui pubblicazione era prevista per la fine dell'estate 2009. Durante la notte del 13 agosto 2009 la band ha pubblicato sul proprio Myspace il primo singolo del nuovo album, "I Will Not Bow" dell'album "Dear Agony", uscito il 29 settembre 2009, con a seguire il singolo "Give Me A Sign". Nel giugno del 2010 è uscito "Lights Out", terzo singolo dell'album.
A metà del mese di agosto 2011, due membri della band, Aaron Fink e Mark Klepaski, vengono licenziati da Benjamin Burnley tramite E-mail. Motivo dell'ira di Burnley il fatto che essi avevano preso unilateralmente decisioni riguardanti l'intera band, tra cui l'uscita di una nuova versione di Blow Me Away. Benjamin Burnley ha così citato Fink e Klepaski, chiedendo 250.000 dollari di risarcimento e il diritto ad usare il soprannome Breaking Benjamin, pianificando, al termine della disputa, di continuare l'attività della band.
Il 19 aprile 2013, sulla pagina Facebook della band, viene pubblicato il seguente stato: "La disputa tra Benjamin Burnley, che è il solo fondatore, musicista principale, cantante e scrittore per la band Breaking Benjamin, e due degli ex membri è stata risolta. Benjamin Burnley detiene il diritto di usare il nome della sua band ed i Breaking Benjamin continueranno." Benjamin Burnley afferma:
(Benjamin Burnley)
Tuttavia il 22 aprile 2013, Szeliga posta un annuncio sulla propria pagina Facebook nel quale comunica di aver lasciato la band a causa di divergenze creative. Il 19 agosto 2014 viene annunciato che i Breaking Benjamin sono stati riformati da Benjamin Burnley. Burnley ha già suonato con Aaron Bruch, uno dei nuovi membri della band, durante l'estate del 2010. Un altro nuovo membro della band, Jasen Rauch ex chitarrista dei Red, ha già lavorato con Burnely durante la stesura di 4 canzoni contenute in Dear Agony ("I Will Not Bow", "Hopeless", "Lights Out" and "Without You"). Keith Wallen (chitarra solista) è conosciuto come l'ex chitarrista degli Adelitas Way. Shaun Foist (batteria) precedentemente suonava in una band chiamata Picture Me Broken.
Nel marzo del 2015, pubblicano il singolo Failure e annunciano la data di pubblicazione per il quinto album in studio, Dark Before Dawn, pubblicato il 23 giugno 2015.
Il sesto album in studio del gruppo è stato rivelato per la prima volta completato nell'agosto 2017. La band andò in tournée con gli Avenged Sevenfold e i Bullet For My Valentine nel loro tour in Nord America, a seguito di un mini-tour americano con i 10 Years, e poi un tour con i Five Finger Death Punch a partire dal secondo trimestre del 2018. Nel dicembre 2017, Ember e il suo singolo principale "Red Cold River" sono stati annunciati per il rilascio nel secondo trimestre del 2018 e il 5 gennaio 2018, rispettivamente. Il 26 gennaio, "Feed the Wolf" è stato rilasciato come bonus pre-ordine, insieme a una data di uscita per l'album del 13 aprile 2018. Tre brani successivi - "Blood", "Psycho", e "Save Yourself" - sono stati pubblicati prima dell'album come uscite promozionali. Ha venduto 88.000 unità nella sua prima settimana di vendite, debuttando al numero 3 della Billboard 200. "Red Cold River" ha raggiunto il numero 2 nella classifica Mainstream Rock Songs, e il n. 5 nella classifica Hot Rock Songs.
La scrittura per l'album è iniziata nel 2016, con la registrazione avvenuta principalmente nel 2017. Mentre Burnley è rimasto il compositore principale dell'album, ha affermato che circa la metà è stata scritta dal resto della band. Burnley tornò alla produzione per l'album, insieme al resto della band, per la prima volta per il gruppo. Rauch ha commentato che l'album spinge i confini con materiale più pesante di quello che la band ha fatto in passato. Ha detto "dal punto di vista musicale, è l'album più difficile", e che hanno approfittato della dinamica del chitarrista a tre chitarre, ma che l'album non si discosta dal suono affermato di Breaking Benjamin. Burnley ha spiegato che c'era una richiesta di materiale più pesante da parte dei fan e che il gruppo era felice di rifletterlo. In seguito ha spiegato che credeva che i fan gravitassero verso il lato più pesante della band, ma che "ci assicuriamo anche di esplorare anche il nostro lato melodico e più morbido", dicendo che l'album cerca di dare entrambe le parti al livello più lontano.
Burnley dichiarò di aver scelto Ember come titolo dell'album come qualcosa che poteva essere la fine di qualcosa o l'inizio di esso, ma enfatizzò un'ambiguità intenzionale per lasciarlo aperto all'interpretazione. I video musicali ufficiali sono stati pubblicati per i singoli "Red Cold River", "Torn in Two" e "Tourniquet" rispettivamente il 18 gennaio, il 12 aprile e il 13 dicembre, con Burnley che spiega che fanno parte di una continuità in tre parti. Il video musicale di "Torn in Two" è la continuazione di una narrazione iniziata da "Red Cold River" e presenta riferimenti a tutti i video musicali passati di Breaking Benjamin. "Tourniquet" conclude la trilogia come sequel di entrambi i video precedenti. Il ballerino e attore Derek Hough (che aveva precedentemente trattato "Ashes of Eden" in un video musicale coreografato) è apparso nell'album, dicendo che l'opportunità era "un sogno diventato realtà". Burnley in seguito spiegò di aver contattato Hough dopo aver visto la sua cover di "Ashes of Eden", e che la canzone in cui è presente è "The Dark of You".
I Breaking Benjamin si esibirranno al Louder Than Life nel 2019.
Ember ricevette per lo più un'accoglienza critica positiva, ed è stato notato sia per la sua familiarità che per il suo spostamento stilistico più pesante. Neil Yeung di AllMusic ha dato una recensione generalmente favorevole, ma ha sottolineato la sua familiarità, dicendo: "Per quanto riguarda la varietà, questa è una raccolta abbastanza standard di brani di una band che si occupa principalmente di dare ai fan ciò che vogliono e si aspettano". Al contrario, Chad Childers di Loudwire ha definito Ember "un disco pesante, non solo in termini di suono in cui si potrebbe sostenere che non hanno mai suonato più pesante, ma anche in termini di contenuto lirico", affermando che il gruppo "sta dimostrando che stanno meglio (e sì, più pesante) che mai con ancora molto da dire".
In un'intervista a dicembre 2018, Burnley ha dichiarato che ci sarà un album di interpretazioni acustiche di canzoni passate nel 2019. Nel luglio 2019, Burnley ha confermato durante un'intervista radiofonica che il nuovo album acustico presenterà collaborazioni di Red, Underoath, Saint Asonia e Lacey Sturm.
Il tour del Nord America 2019 della band con Chevelle e Three Days Grace è andato dal 21 luglio al 25 settembre.
Il 28 ottobre 2019, la band ha annunciato ufficialmente l'album Aurora tramite le loro pagine social ufficiali, con una data di uscita del 24 gennaio 2020. Hanno anche annunciato il tour co-headliner nordamericano del 2020 con Korn. Il 6 dicembre 2019, la band ha pubblicato "Far Away" con Scooter Ward of Cold, il primo singolo degli Aurora. Il 10 gennaio 2020, la band pubblicò una versione acustica di "Red Cold River" con Spencer Chamberlain degli Underoath. Nel marzo 2020, hanno annunciato il loro tour estivo 2020, con Bush, Theory of a Deadman, Saint Asonia e Cory Marks.
Il 16 ottobre 2024 viene rilasciato ufficialmente il nuovo singolo "Awaken", il quale presumibilmente farà parte del loro nuovo album.

## Stili e influenze
Il nuovo gruppo cominciò ad esibirsi dal vivo nei dintorni della cittadina, prendendo una direzione diversa dal gruppo dei Lifer, con un approccio post-grunge, aggressivo ma melodico. Furono influenzati tra gli altri dai Live, dai Bush, dai Pearl Jam, dagli Stone Temple Pilots e dai Nirvana. Tra i loro riferimenti sono citati anche i Korn e i Tool, sebbene nella musica dei Breaking Benjamin manchi la componente hip-hop presente nei Korn. I Breaking Benjamin hanno inoltre affinità con band post-grunge come i Creed e i Third Eye Blind, ai quali li accomuna la predilezione per un suono della chitarra corposo, dovuto all'abitudine di abbassare l'accordatura standard, sebbene i Breaking Benjamin tendano ad essere un po' più pesanti ed orientati verso l'Alternative metal.

## Formazione

### Formazione attuale
- Benjamin Jackson Burnley - voce, chitarra ritmica (1998-presente)
- Keith Wallen - chitarra, cori (2014-presente)
- Jasen Rauch - chitarra solista (2014-presente)
- Aaron Bruch - basso, cori (2014-presente)
- Shaun Foist - batteria, percussioni (2014-presente)

### Ex componenti
- Aaron Fink - chitarra solista (2002–2011)
- Mark James Klepaski - basso (2002–2011)
- Jeremy Hummel - batteria, percussioni (1999-2004)
- Chad Szeliga - batteria, percussioni (2005-2013)
- Jonathan "Bug" Price – basso (2000-2001)
- Jason Davoli – basso (1999)

### Ex-turnisti
- Kevin Soffera – batteria, percussioni (2004)
- Ben "B.C." Vaught – batteria, percussioni (2004–2005)

## Discografia

### Album in studio
- 2002 – Saturate
- 2004 – We Are Not Alone
- 2006 – Phobia
- 2009 – Dear Agony
- 2015 – Dark Before Dawn
- 2018 – Ember

### Raccolte
- 2011 – Shallow Bay: The Best of Breaking Benjamin

### EP
- 2001 – Breaking Benjamin EP
- 2004 – Live EP
- 2004 – So Cold

### Singoli
| Anno | Titolo            | Posizione massima | Posizione massima   | Posizione massima | Posizione massima | Posizione massima | Album            |
| Anno | Titolo            | US Hot 100        | US Main. Rock Songs | US Alt. Songs     | US Pop 100        | US Digital Songs  | Album            |
| ---- | ----------------- | ----------------- | ------------------- | ----------------- | ----------------- | ----------------- | ---------------- |
| 2002 | Polyamorous       | —                 | 19                  | 31                | —                 | —                 | Saturate         |
| 2003 | Skin              | —                 | 24                  | 37                | —                 | —                 | Saturate         |
| 2003 | Medicate          | —                 | —                   | —                 | —                 | —                 | Saturate         |
| 2004 | So Cold           | 76                | 2                   | 3                 | —                 | —                 | We Are Not Alone |
| 2005 | Sooner or Later   | 99                | 2                   | 7                 | —                 | —                 | We Are Not Alone |
| 2005 | Rain              | —                 | 23                  | 39                | —                 | —                 | We Are Not Alone |
| 2006 | The Diary of Jane | 50                | 2                   | 4                 | 46                | 34                | Phobia           |
| 2007 | Breath            | 84                | 1                   | 3                 | —                 | —                 | Phobia           |
| 2007 | Until the End     | 122               | 6                   | 21                | —                 | —                 | Phobia           |
| 2009 | I Will Not Bow    | 40                | 1                   | 9                 | —                 | —                 | Dear Agony       |
| 2010 | Give Me a Sign    | —                 | 12                  | —                 | —                 | —                 | Dear Agony       |
| 2010 | Lights Out        | —                 | 9                   | —                 | —                 | —                 | Dear Agony       |
| 2015 | Failure           | 80                | 1                   | 28                | —                 | 24                | Dark Before Dawn |
| 2015 | Angels Fall       | —                 | 1                   | 39                | —                 | —                 | Dark Before Dawn |
| 2015 | Defeated          | 23                | —                   | —                 | —                 | —                 | Dark Before Dawn |
| 2024 | Awaken            | -                 | -                   | -                 | -                 | -                 | Awaken           |
|      |                   |                   |                     |                   |                   |                   |                  |

### Videografia
- 2007 - Live at the Stabler Arena